# ماركو أنطونيو فلوريس
ماركو أنطونيو فلوريس (بالإسبانية: Marco Antonio Flores)‏ هو شاعر غواتيمالي، ولد في 1937 في غواتيمالا، وتوفي بنفس المكان في 26 يوليو 2013.